# دیوید چادویک (بازیکن فوتبال)
دیوید چادویک (انگلیسی: David Chadwick؛ زادهٔ ۱۹ اوت ۱۹۴۳) بازیکن فوتبال اهل هند است.
از باشگاه‌هایی که در آن بازی کرده‌است می‌توان به باشگاه فوتبال تورکی یونایتد، باشگاه فوتبال ساوت‌همپتون، باشگاه فوتبال گیلینگام، باشگاه فوتبال ای‌اف‌سی بورنموث، و باشگاه فوتبال میدلزبرو اشاره کرد.